# La leggenda di Narayama
La leggenda di Narayama (楢山節考?, Narayama bushiko, lett. "La ballata di Narayama") è un film del 1958 diretto da Keisuke Kinoshita. Nel 1983 il regista Shōhei Imamura ne ha girato un remake con cui ha vinto la palma d'oro al festival di Cannes.

## Critica
Morando Morandini ha assegnato al film cinque stelle su cinque nel suo dizionario, al contrario Pino Farinotti nel suo dizionario assegna un voto di 3 su 5.